# Eoanthidium punjabense
Eoanthidium punjabense är en biart som beskrevs av gupta, Sharma och > 1993. Eoanthidium punjabense ingår i släktet Eoanthidium och familjen buksamlarbin. Inga underarter finns listade i Catalogue of Life.